# Europeiska inomhusmästerskapen i friidrott 1987
Europeiska inomhusmästerskapen i friidrott 1987 genomfördes 1987 i Liévin, Frankrike. 

## Medaljörer, resultat

### Herrar

#### 60 m
- 1 Marian Woronin, Polen – 6,51
- 2 Pierfrancesco Pavoni, Italien – 6,58
- 3 František Plácník, Tjeckoslovakien – 6,61
- 3 Antonio Ullo, Italien – 6,61

#### 200 m
- 1 Bruno Marie-Rose, Frankrike  – 20,36
- 2 Vladimir Krylov, Sovjetunionen  – 20,53
- 3 John Regis, Storbritannien  – 20,54

#### 400 m
- 1 Todd Bennett, Storbritannien  – 46,81
- 2 Momtjil Charizanov, Bulgarien – 46,89
- 3 Paul Harmsworth, Storbritannien – 46,92

#### 800 m
- 1 Rob Druppers, Nederländerna – 1.48,12
- 2 Vladimir Garudin, Sovjetunionen – 1.49,14
- 3 Ari Suhonen, Finland – 1.49,56

#### 1 500 m
- 1 Han Kulker, Nederländerna – 3.44,79
- 2 Jens-Peter Herold, Östtyskland – 3.45,36
- 3 Klaus-Peter Nabein, Västtyskland – 3.45,84

#### 3 000 m
- 1 José Luís González, Spanien – 7.52,27
- 2 Dieter Baumann, Västtyskland  –  7.53,93
- 3 Pascal Thiébaut, Frankrike –  7.54,03

#### 60 m häck
- 1 Arto Bryggare, Finland  – 7,59
- 2 Colin Jackson, Storbritannien  – 7,63
- 3 Nigel Walker, Storbritannien    – 7,65

#### Stafett 4 x 400 m
- Ingen tävling

#### Höjdhopp
- 1 Patrik Sjöberg, Sverige – 2,38
- 2 Carlo Thränhardt, Västtyskland – 2,36
- 3 Gennadij Avdejenko, Sovjetunionen – 2,36

#### Längdhopp
- 1 Robert Emmijan, Sovjetunionen – 8,49
- 2 Giovanni Evangelisti, Italien – 8,26
- 3 Christian Thomas, Västtyskland – 8,12

#### Stavhopp
- 1 Thierry Vigneron, Frankrike  – 5,85
- 2 Ferenc Salbert, Frankrike  – 5,85
- 3 Marian Kolasa, Polen  – 5,80

#### Trestegshopp
- 1 Serge Hélan, Frankrike – 17,15
- 2 Christo Markov, Bulgarien – 17,12
- 3 Nikolaj Musijenko, Sovjetunionen – 17,00

#### Kulstötning
- 1 Ulf Timmermann, Östtyskland – 22,19
- 2 Werner Günthör, Schweiz – 21,53
- 3 Sergej Smirnov, Sovjetunionen – 20,97

### Damer

#### 60 m
- 1 Nelli Cooman, Nederländerna – 7,01
- 2 Anelia Nuneva, Bulgarien – 7,06
- 3 Marlies Göhr, Östtyskland – 7,12

#### 200 m
- 1 Kirsten Emmelmann, Östtyskland – 23,10
- 2 Blanca Lacambra, Spanien – 23,19
- 3 Marie-Christine Cazier, Frankrike – 23,40

#### 400 m
- 1 Marija Pinigina, Sovjetunionen – 51,27
- 2 Gisela Kinzel, Västtyskland – 52,29
- 3 Christina Pérez, Spanien – 52,63

#### 800 m
- 1 Christine Wachtel, Östtyskland – 1.59,89
- 2 Sigrun Wodars, Östtyskland – 2.00,59
- 3 Ljubov Kirjuchina, Sovjetunionen – 2.01,85

#### 1 500 m
- 1 Sandra Gasser, Schweiz – 4.08,76
- 2 Svetlana Kitova, Sovjetunionen – 4.09,01
- 3 Ivana Walterová, Tjeckoslovakien – 4.09,99

#### 3 000 m
- 1 Yvonne Murray, Storbritannien – 8.46,06
- 2 Elly van Hulst, Nederländerna – 8.51,40
- 3 Brigitte Kraus, Västtyskland – 8.53,01

#### 60 m häck
- 1 Jordanka Donkova, Bulgarien – 7,79
- 2 Gloria Uibel, Östtyskland – 7,89
- 3 Ginka Zagortjeva, Bulgarien – 7,92

#### Stafett 4 x 400 m
- Ingen tävling

#### Höjdhopp
- 1 Stefka Kostadinova, Bulgarien – 1,97
- 2 Tamara Bykova, Sovjetunionen  – 1,94
- 3 Susanne Beyer, Östtyskland – 1,91
- 3 Elzbieta Trylinska, Polen – 1,91

#### Längdhopp
- 1 Heike Drechsler, Östtyskland – 7,12
- 2 Galina Tjistjakova, Sovjetunionen  – 6,89
- 3 Jelena Belevskaja, Sovjetunionen – 6,76

#### Kulstötning
- 1 Natalja Achrimenko, Sovjetunionen – 20,84
- 2 Heidi Krieger, Östtyskland – 20,02
- 3 Heike Hartwig, Östtyskland – 20,00

## Medaljfördelning
| Medaljfördelning |                 |      |        |       |        |
| Plats            | Land            | Guld | Silver | Brons | Totalt |
| 1                | Östtyskland     | 4    | 4      | 3     | 11     |
| 2                | Sovjetunionen   | 3    | 5      | 5     | 13     |
| 3                | Frankrike       | 3    | 1      | 2     | 6      |
| 4                | Nederländerna   | 3    | 1      | 0     | 4      |
| 5                | Bulgarien       | 2    | 3      | 1     | 6      |
| 6                | Storbritannien  | 2    | 1      | 3     | 6      |
| 7                | Spanien         | 1    | 1      | 1     | 3      |
| 8                | Schweiz         | 1    | 1      | 0     | 2      |
| 9                | Polen           | 1    | 0      | 2     | 3      |
| 10               | Finland         | 1    | 0      | 1     | 2      |
| 11               | Sverige         | 1    | 0      | 0     | 1      |
| 12               | Västtyskland    | 0    | 3      | 3     | 6      |
| 13               | Italien         | 0    | 2      | 1     | 3      |
| 14               | Tjeckoslovakien | 0    | 0      | 2     | 2      |